# La Wantzenau
La Wantzenau – miejscowość i gmina we Francji, w regionie Grand Est, w departamencie Dolny Ren.
Według danych na rok 1990 gminę zamieszkiwały 4394 osoby, a gęstość zaludnienia wynosiła 173 osób/km² (wśród 903 gmin Alzacji La Wantzenau plasuje się na 52. miejscu pod względem liczby ludności, natomiast pod względem powierzchni na miejscu 35.).